# GSKIP
GSKIP (англ. GSK3B interacting protein) – білок, який кодується однойменним геном, розташованим у людей на короткому плечі 14-ї хромосоми. Довжина поліпептидного ланцюга білка становить 139 амінокислот, а молекулярна маса — 15 648.
| 10         |  | 20         |  | 30         |  | 40         |  | 50         |
| ---------- |  | ---------- |  | ---------- |  | ---------- |  | ---------- |
| METDCNPMEL |  | SSMSGFEEGS |  | ELNGFEGTDM |  | KDMRLEAEAV |  | VNDVLFAVNN |
| MFVSKSLRCA |  | DDVAYINVET |  | KERNRYCLEL |  | TEAGLKVVGY |  | AFDQVDDHLQ |
| TPYHETVYSL |  | LDTLSPAYRE |  | AFGNALLQRL |  | EALKRDGQS  |  |            |

A: Аланін

C: Цистеїн

D: Аспарагінова кислота

E: Глутамінова кислота

F: Фенілаланін

G: Гліцин

H: Гістидин

I: Ізолейцин

K: Лізин

L: Лейцин

M: Метіонін

N: Аспарагін

P: Пролін

Q: Глутамін

R: Аргінін

S: Серин

T: Треонін

V: Валін

Локалізований у цитоплазмі.